# إيفان مورلي
إيفان مورلي هو فنان روسي، ولد في 1966.